# 2587 Gardner
2587 Gardner eller 1980 OH är en asteroid i huvudbältet som upptäcktes den 17 juli 1980 av den amerikanske astronomen Edward L.G. Bowell vid Anderson Mesa Station. Den är uppkallad efter den amerikanske matematikern och författaren Martin Gardner.
Asteroiden har en diameter på ungefär 20 kilometer och den tillhör asteroidgruppen Themis.